# James Van Der Zee
James Van Der Zee (29 juin 1886 - 15 mai 1983) est un photographe américain connu pour ses portraits d'Afro-Américains new-yorkais.  
Il fut l'une des figures du mouvement culturel de la Renaissance de Harlem. Au-delà de la valeur artistique de ses œuvres, James Van Der Zee laissa des témoignages sur la vie à New York dans la première moitié du XXe siècle. Il a photographié les plus grands intellectuels et artistes afro-américains de son époque, tels que Marcus Garvey, Bill Robinson et Countee Cullen. 
Il est l'auteur de remarquables portraits de Jean-Michel Basquiat.

## Biographie
Van Der Zee est né à Lenox, dans l'État américain du Massachusetts. Il découvre la photographie à l'âge de 14 ans. Il s'installa dans le quartier de Harlem à New York, où il commence par jouer de la musique. En 1932, il ouvrit un studio de photographie (GGG Studio, au coin de la Lenox Avenue et de la 129e rue, à Harlem). En 1969, le Metropolitan Museum of Art (MET) organise une exposition de ses clichés appelée Harlem on my Mind.